# Musik i 2013
Musik i 2013 er en oversigt over udgivelser, begivenheder, fødte og afdøde personer med tilknytning til musik i 2013.

## Begivenheder
- 21. januar - Emmelie de Forest vinder Dansk Melodi Grand Prix med sangen "Only Teardrops".
- 26. maj - Finalen i Eurovision Song Contest afvikles i Malmø, Sverige, og Emmelie de Forest vinder konkurrencen for Danmark med "Only Teardrops".
- 29. juni – 7. juli - Roskilde Festival afholdes med blandt andre Kraftwerk, Rihanna, The National, Queens of the Stone Age og Slipknot på programmet.[1]
- 7. - 11. august - Smukfest afholdes med blandt andre Prince, Avicii, MC Hammer og Kings of Leon på programmet.[2]

## Dødsfald
| Måned     | Dag | Navn                     | Nationalitet | Beskæftigelse                              | Fødselsår |
| --------- | --- | ------------------------ | ------------ | ------------------------------------------ | --------- |
| Januar    | 1.  | Adrian Bentzon           | Danmark      | jazzpianist                                | 1929      |
| Januar    | 1.  | Patti Page               | USA          | sanger                                     | 1927      |
| Februar   | 16. | Eric Ericson             | Sverige      | korleder og dirigent                       | 1929      |
| Februar   | 24. | Ib Hansen                | Danmark      | operasanger                                | 1928      |
| Februar   | 26. | Marie-Claire Alain       | Frankrig     | organist og musikpædagog                   | 1926      |
| Marts     | 6.  | Alvin Lee                | England      | guitarist                                  | 1944      |
| Marts     | 20. | Risë Stevens             | USA          | sanger                                     | 1913      |
| Marts     | 23. | John Hatting             | Danmark      | sanger og musiker                          | 1948      |
| Marts     | 28. | Anne Vig Skoven          | Danmark      | rockguitarist og præst                     | 1960      |
| April     | 4.  | Ole Ousen                | Danmark      | guitarist                                  | 1942      |
| April     | 12. | Torben Bille             | Danmark      | musikanmelder                              | 1949      |
| April     | 22. | Richie Havens            | USA          | folkemusiker                               | 1941      |
| April     | 26. | George Jones             | USA          | countrysanger                              | 1931      |
| Maj       | 2.  | Jeff Hanneman            | USA          | guitarist                                  | 1964      |
| Maj       | 17. | Harold Shapero           | USA          | komponist                                  | 1920      |
| Maj       | 20. | Ray Manzarek             | USA          | keyboardspiller i The Doors                | 1939      |
| Maj       | 22. | Henri Dutilleux          | Frankrig     | komponist                                  | 1916      |
| Juni      | 6.  | Erling Bløndal Bengtsson | Danmark      | cellist og musikpædagog                    | 1932      |
| Juli      | 13. | Cory Monteith            | Canada       | musiker og skuespiller                     | 1982      |
| Juli      | 26. | J.J. Cale                | USA          | musiker og komponist                       | 1938      |
| August    | 16. | George Duke              | USA          | pianist og komponist                       | 1946      |
| August    | 18. | Rolv Wesenlund           | Norge        | skuespiller og sanger                      | 1936      |
| August    | 19. | Cedar Walton             | USA          | pianist                                    | 1934      |
| August    | 20. | Marian McPartland        | England      | jazzpianist                                | 1918      |
| September | 11. | Edith Guillaume          | Danmark      | operasanger og skuespiller                 | 1943      |
| Oktober   | 27. | Lou Reed                 | USA          | rockmusiker                                | 1942      |
| November  | 8.  | Chiyoko Shimakura        | Japan        | sanger og skuespiller                      | 1938      |
| November  | 12. | John Tavener             | England      | komponist                                  | 1944      |
| November  | 26. | Arik Einstein            | Israel       | sanger, skuespiller og manuskriptforfatter | 1939      |
| December  | 10. | Jim Hall                 | USA          | jazzguitarist                              | 1930      |
| December  | 21. | Björn J:son Lindh        | Sverige      | komponist                                  | 1944      |
| December  | 23. | Yusef Lateef             | USA          | jazzmusiker                                | 1920      |

## Album udgivet i året
Musikalbum fra 2013
| Kunstner          | Album                           | Kommentar                                                       |
| ----------------- | ------------------------------- | --------------------------------------------------------------- |
| Beyoncé           | Beyoncé                         |                                                                 |
| Black Sabbath     | 13                              | Ozzy Osbourne tilbage i gruppen efter 35 år                     |
| Daft Punk         | Random Access Memories          | Album of the Year ved Grammy Awards 2014                        |
| Eminem            | The Marshall Mathers LP 2       |                                                                 |
| Michael Falch     | Sommeren kommer ny tilbage      | Årets danske voxpopudgivelse ved Danish Music Awards (DMA) 2014 |
| Lorde             | Pure Heroine                    |                                                                 |
| Allan Olsen       | Jøwt                            | Årets danske voxpopudgivelse ved DMA 2013                       |
| Quadron           | Avalanche                       | Årets danske urbanudgivelse ved DMA 2013                        |
| Peter Sommer      | Alt forladt                     |                                                                 |
| Spids Nøgenhat    | Kommer med fred                 | Årets danske rockudgivelse ved DMA 2014                         |
| Justin Timberlake | The 20/20 Experience            | Top Album ved Billboard-awards 2014                             |
| Volbeat           | Outlaw Gentlemen & Shady Ladies | Årets danske rockudgivelse ved DMA 2013                         |